# 内山康
内山 康（うちやま やすし、1931年（昭和6年）1月13日 - 1992年（平成4年）8月25日）は、広島県広島市出身の実業家。レーザーテック株式会社の創業者。

## 経歴
1931年（昭和6年）広島県に生まれる。1948年旧制修道中学校（現：修道中学校・高等学校）を卒業。修道中学校の同級生に日本画家の平山郁夫がいた。1951年広島工業専門学校（現：広島大学工学部）を卒業。その後肺結核を患い、国立広島療養所（現：国立病院機構東広島医療センター）で5年間闘病生活を送ったのち、臨時雇いで松下通信工業に就職、無線部でX線テレビの開発にかかわった。1960年、日本自動制御株式会社を設立。1976年に大規模集積回路 (LSI) フォトマスク欠陥検査装置を、1985年に走査型カラーレーザー顕微鏡を世界に先駆けて開発・販売し、同社は急成長した。1986年社名をレーザーテック株式会社に変更。1992年8月25日、61歳で逝去。その後も同社は成長を続け、2013年東京証券取引所市場第一部に上場した。